# US-amerikanische Badmintonmeisterschaft 2005
Die US-amerikanische Badmintonmeisterschaft 2005 fand vom 14. bis zum 17. April 2005 in Orange, Kalifornien, statt.

## Medaillengewinner
| Disziplin    | Gold                                     | Silber                              | Bronze                        |
| ------------ | ---------------------------------------- | ----------------------------------- | ----------------------------- |
| Herreneinzel | Raju Rai                                 | Howard Bach                         | Eric Go                       |
| Dameneinzel  | Eva Lee                                  | Melinda Keszthelyi                  | Lauren Todt                   |
| Herrendoppel | Howard Bach Khankham Malaythong          | Tony Gunawan Christopher Lun        | Daniel Gouw Daniel Ko         |
| Damendoppel  | Eva Lee Mesinee Mangkalakiri             | Melinda Keszthelyi Jennifer Coleman | Lauren Todt Samantha Jinadasa |
| Mixed        | Khankham Malaythong Mesinee Mangkalakiri | Nicholas Jinadasa Samantha Jinadasa | Daniel Gouw Jennifer Coleman  |